# 盧欽
盧欽（3世紀—278年），字子若，范阳涿人（今河北省涿州市）。東漢大儒盧植之孫，三國時曹魏司空盧毓長子。曹魏及西晉時官員，在西晉官至尚書僕射。

## 生平
盧欽清澹有遠識，專注於鑽研經史，早年曾獲舉孝廉但都不應召。後來獲曹魏大將軍曹爽辟命盧欽為掾，後曾任尚書郎。
正始十年（249年）太尉司馬懿發動高平陵事變後，曹爽及黨羽被滅族，其餘佐官皆遭罷黜，盧欽亦因而免官。後來又出任侍御史。
及後經多次升遷，官至琅邪郡太守。司馬懿後辟命盧欽為從事中郎，並出任陽平郡太守，後又遷任淮北都督、伏波將軍，任內都頗有功績。後又獲徵命為散騎常侍、大司農，最後任吏部尚書，進封大梁侯。
咸熙二年（265年），司馬炎受禪讓稱帝，盧欽獲任命為都督沔北諸軍事、平南將軍、假節，並出鎮當地。盧欽在鎮治軍宽猛適中，太平無事。後入朝任尚書僕射，加侍中、奉車都尉，領吏部。
咸寧四年三月甲申（278年4月24日），盧欽逝世，司馬炎下詔哀悼，又追贈衛將軍、開府儀同三司，又賜棺材、朝服、衣襲、布匹及金錢，諡元侯。

## 性格特徵
- 盧欽向來清貧高潔，雖然曾經多次到地方任官，但都不求取得大功或名氣，只是以治理好當地為己任；又不經營自己產業，俸祿都送給親朋故友，所以盧欽死後，家人連一間安定的房子也沒有，要靠司馬炎賜五十萬錢助建第舍。
- 盧欽主管吏部，曾推薦過不少人，而他推舉的都是以其才幹為準則。
- 盧欽出身儒學世家，本身亦好經籍，行事都遵從禮典，如妻子逝世後，盧欽也堅持為妻守喪。

## 家庭

### 兄弟
- 盧珽，盧欽弟，官至衛尉卿。

### 子女
- 盧浮，嗣子，曾任太子舍人，但後來因病而截去手臂，變成殘廢。

### 侄兒
- 盧志，盧珽子，西晉末年任尚書，永嘉之亂後投靠并州刺史劉琨。

## 延伸阅读
[在维基数据编辑]
 《晉書/卷044》，出自房玄齡《晉書》